# Doddakarade, Channarayapatna
Doddakarade là một làng thuộc tehsil Channarayapatna, huyện Hassan, bang Karnataka, Ấn Độ.